# Dezesseis de Novembro
Dezesseis de Novembro là một đô thị thuộc bang Rio Grande do Sul, Brasil. Đô thị này có diện tích 216,848 km², dân số năm 2007 là 2968 người, mật độ 13,69 người/km².